# Sture Pyk
Sture Pyk, född 4 oktober 1934 i Göteborg, död 6 januari 2005 i Stockholm, var en svensk scenograf och översättare från franska. Han var gift med översättaren Anna Pyk.

## Biografi
Redan som student vid Göteborgs universitet 1955 satte Sture Pyk vid Göteborgs studentteater upp Alfred Jarrys Kung Ubu (regi, översättning, scenografi). Han fortsatte att ägna sig åt Jarrys författarskap och 1995 utkom samlingsvolymen Far Ubus läsebok, vilken under de följande åren följdes av översättningar av några av den experimentelle franske författaren Georges Perecs böcker, vilka renderade honom en rad översättarpriser.
Pyk var också fackligt aktiv, såväl i Dramatikerförbundet som i Översättarsektionen inom Sveriges författarförbund.

## Priser och utmärkelser
- 1996 – De Nios översättarpris
- 1997 – Elsa Thulins översättarpris
- 1997 – Albert Bonniers 100-årsminne
- 1998 – Svenska Akademiens översättarpris
- 1998 – Letterstedtska priset för översättningen av Georges Perecs Livet en bruksanvisning
- 2004 – Stiftelsen Natur & Kulturs översättarpris

## Tryckta översättningar
- Alfred Jarry: Kung Ubu, Den fjättrade Ubu, Dåd och idéer av doktor Faustroll (Ubu, roi och Ubu enchaîné och Gestes et opinions du docteur Faustroll, pataphysicien) (Wahlström & Widstrand, 1964)
- Robert Pinget: Utfrågningen (L'inquisitoire) (översatt tillsammans med Anna Pyk) (Wahlström & Widstrand,1966)
- Alfred Jarry: Far Ubus läsebok: texter (Carlsson, 1995)
- Georges Perec: Livet en bruksanvisning (La vie mode d'emploi) (Bonnier, 1996)
- Georges Perec: W eller minnet av barndomen (W ou le souvenir d'enfance) (Bonnier, 1998)
- Jean Echenoz: Ett år ; Fasadmålningen (Un an OCH L'occupation des sols) (Fischer & Co, 2002)
- Georges Perec: Försvinna (La disparition) (Bonnier, 2000)
- William Shakespeare: Hamlet (Hamlet) (Fischer & Co, 2003)

## Teater

### Scenografi
| År   | Produktion                             | Upphovsmän                                                       | Regi               | Teater                   |
| ---- | -------------------------------------- | ---------------------------------------------------------------- | ------------------ | ------------------------ |
| 1947 | Fantasilådan                           | Else Fisher                                                      | Sture Pyk          | Helsingborgs stadsteater |
| 1960 | Herr Paddas bravader Toad of Toad Hall | Kenneth Grahame Dramatisering A.A. Milne, Översättning Sture Pyk | Jan Hemmel         | Helsingborgs stadsteater |
| 1961 | Herr Paddas bravader Toad of Toad Hall | Kenneth Grahame Dramatisering A.A. Milne, Översättning Sture Pyk | Jan Hemmel         | Skolbarnsteatern         |
| 1968 | Kung Ubu Ubu-roi                       | Alfred Jarry                                                     | Lars Göran Carlson | Helsingborgs stadsteater |

### Regi
| År   | Produktion   | Upphovsmän  | Teater                   |
| ---- | ------------ | ----------- | ------------------------ |
| 1947 | Fantasilådan | Else Fisher | Helsingborgs stadsteater |
| 1961 | Fantasilådan | Else Fisher | Helsingborgs stadsteater |

### Roller
| År   | Roll               | Produktion                                                              | Regi                       | Teater                   |
| ---- | ------------------ | ----------------------------------------------------------------------- | -------------------------- | ------------------------ |
| 1960 | Leonido            | Förbjudet att älska eller Trädgårdsmästarens hund Lope de Vega          | Frank Sundström            | Helsingborgs stadsteater |
| 1960 | Voltemand          | Hamlet William Shakespeare                                              | Frank Sundström            | Helsingborgs stadsteater |
| 1961 | Tom Smith Elektrod | Ung och grön (Salad Days) Dorothy Reynolds och Julian Slade             | Jan Hemmel Frank Sundström | Helsingborgs stadsteater |
| 1961 | En polis           | Biedermann och pyromanerna (Biedermann und die Brandstifter) Max Frisch | Lars-Erik Liedholm         | Helsingborgs stadsteater |